# Enver Gjokaj
Enver Leif Gjokaj (Orange, California; 12 de febrero de 1980) es un actor estadounidense de cine, teatro y televisión. Es más conocido por haber interpretado a Daniel Sousa en las series Agent Carter y Agents of S.H.I.E.L.D., ambas de Marvel Television, y a Anthony Ceccoli en la serie Dollhouse.

## Biografía
Gjokaj es hijo de padre albanés y madre estadounidense. Tiene un hermano mayor llamado Bekim Gjokaj y un hermano gemelo idéntico llamado Demir Gjokaj, quien trabaja como analista de bienes raíces.

## Carrera
En el 2008 interpretó a Dave Sarette en la película The Express, basada en la verdadera historia del jugador Ernie Davis. Ese mismo año apareció en la serie Law & Order: Criminal Intent, donde dio vida al boxeador Peter Gardela.
En 2009 se unió al elenco principal de la serie Dollhouse, donde interpretó a Anthony Ceccoli, hasta el final de la serie en 2010, después de finalizar su segunda temporada.
En 2011 apareció como invitado en la segunda temporada de la serie cómica Community, en el rol de Lukka, un amigo europeo de Troy y Abed. Ese mismo año se unió al episodio piloto de la serie Eden, donde interpretó al fugitivo Eddie Sparks, pero la serie no fue escogida por la cadena para ser transmitida.
También dio vida a Lazlo Yogorov, un miembro de la mafia rusa y el hijo más joven de Ivan Yogorov (Olek Krupa) y hermano de Peter Yogorov (Morgan Spector) en la serie Person of Interest.
En 2012 apareció como invitado en la séptima temporada de la serie Dexter, en el papel de Viktor Baskov, el responsable de la muerte del detective Mike Anderson y miembro de la organización criminal conocida como "Koshka Brotherhood". Su personaje termina siendo asesinado por Dexter luego de golpearlo en la cabeza para vengarse por la muerte de Anderson.
Ese mismo año obtuvo un pequeño papel en la popular película The Avengers, en la cual interpretó a un joven policía que ayuda durante la batalla final en la ciudad de Nueva York. También apareció en Made in Jersey como Tommy Ligand, un abogado y exnovio de la abogada Martina Garretti (Janet Montgomery).
En 2013 apareció como invitado en la serie Vegas, donde dio vida a Tommy Stone, el director de entretenimiento del "Savoy". También interpretó al soldado Pete Dolgen, el hermano de Mitch Dolgen (Kirk Acevedo), en un episodio de la cuarta temporada de la serie The Walking Dead; Pete muere tras ser apuñalado y estrangulado por el gobernador (David Morrissey).
Ese mismo año apareció como invitado en la serie Witches of East End interpretando a Mike, un hombre que llega al pueblo buscando evidencia sobre la existencia de las brujas y que cuando descubre la verdad sobre Ingrid Beauchamp (Rachel Boston) la obliga a abrir un portal, pero cuando Mike intenta entrar es golpeado por una ráfaga de luz que lo mata inmediatamente.
En 2015 trabajó en la serie de Marvel Television Agent Carter, en el papel del agente Daniel Sousa. Volvió a repetir el papel del agente Sousa en la segunda temporada de la serie, emitida a comienzos de 2016.
En 2020 repitió su papel como el agente Sousa en la séptima temporada de la serie Agents of S.H.I.E.L.D.

## Filmografía

### Televisión
| Año           | Título                            | Papel                  | Notas                                                                                                |
| ------------- | --------------------------------- | ---------------------- | --- |
| 2023          | Invasión                          | Clark Evans            | Personaje principal; 10 episodios                                                                    |
| 2022-presente | Resident Alien                    | Joseph Rainier         | Personaje recurrente; 10 episodios                                                                   |
| 2021-2023     | NCIS: Hawaiʻi                     | Capitán Joe Millius    | Papel recurrente                                                                                     |
| 2020          | Agents of S.H.I.E.L.D.            | Agente Daniel Sousa    | Papel recurrente                                                                                     |
| 2019          | Emergence                         | Agente Ryan Brooks     | Episodios: "American Chestnut", "Where You Belong", "15 Years", "Applied Sciences" y "Kill Shot (1)" |
| 2019          | The Rookie                        | Donovan                | Episodio: "Warriors and Guardians"                                                                   |
| 2018          | Kevin (Probably) Saves the World  | Milk Carton            | Papel de voz; episodio: "Caught White-Handed"                                                        |
| 2017 - 2018   | Major Crimes                      | Hunt Sanford           | 2 episodios                                                                                          |
| 2015 - 2016   | Agent Carter                      | Agente Daniel Sousa    | Personaje regular; 18 episodios                                                                      |
| 2014          | Rizzoli & Isles                   | Jack Amstrong          | 3 episodios: "The Best Laid Plans", "Lost & Found" y "Bite Out of Crime"                             |
| 2013          | Witches of East End               | Mike                   | 4 episodios                                                                                          |
| 2013          | The Walking Dead                  | Pete Dolgen            | Episodio: "Dead Weight"                                                                              |
| 2013          | Vegas                             | Tommy Stone            | 5 episodios                                                                                          |
| 2013          | Law & Order: Special Victims Unit | Michael Provo          | Episodio: "Beautiful Frame"                                                                          |
| 2012          | Made in Jersey                    | Tommy Ligand           | 4 episodios                                                                                          |
| 2012          | Dexter                            | Viktor Baskov          | 2 episodios                                                                                          |
| 2012          | Drop Dead Diva                    | Abogado Radford        | Episodio: "Lady Parts"                                                                               |
| 2012          | Hawaii Five-0                     | Marku                  | Episodio: "Pa Make Loa"                                                                              |
| 2011          | Eden                              | Eddie Sparks           | Episodio: "Pilot"                                                                                    |
| 2011          | Person of Interest                | Lazlo Yogorov          | Episodio: "Witness"                                                                                  |
| 2011          | Community                         | Lukka                  | Episodio: "Custody Law and Eastern European Diplomacy"                                               |
| 2010          | Undercovers                       | Sargento Novak Hincir  | Episodio: "Funny Money"                                                                              |
| 2010          | Chase                             | Carson Puckett         | Episodio: "Havoc"                                                                                    |
| 2010          | Lie to Me                         | Sargento Jeff Turley   | Episodio: "React to Contact"                                                                         |
| 2009 - 2010   | Dollhouse                         | Victor/Anthony Ceccoli | Personaje regular; 26 episodios                                                                      |
| 2008          | Law & Order: Criminal Intent      | Peter Gardela          | Episodio: "Ten Count"                                                                                |
| 2007          | The Unit                          | Lloyd                  | Episodio: "Binary Explosion"                                                                         |
| 2006          | The Book of Daniel                | David                  | 3 episodios                                                                                          |
| 2006          | The Path to 9/11                  | -                      | Miniserie                                                                                            |

### Cine
| Año  | Título               | Papel            | Notas |
| ---- | -------------------- | ---------------- | --- |
| 2019 | 3022                 | Vincent Bernard  | Junto a Omar Epps, Kate Walsh, Miranda Cosgrove y Angus Macfadyen                                                                                          |
| 2016 | Come and Find Me     | Alexander        | Junto a Aaron Paul, Annabelle Wallis, Garret Dillahunt y Zachary Knighton                                                                                  |
| 2014 | Battling for Burton! | Actor            | Junto a Rachael Taylor, Cerina Vincent, Dichen Lachman y Miracle Laurie                                                                                    |
| 2014 | Lust for Love        | Jake             | Junto a Fran Kranz, Dichen Lachman, Beau Garrett, Caitlin Stasey y Miracle Laurie                                                                          |
| 2013 | The Intruder         | Hombre           | Cortometraje |
| 2013 | Murder In Manhattan  | Jack             | Junto a Bridget Regan, Annie Potts, Brendan Hines y Eli James                                                                                              |
| 2013 | A Likely Story       | George           | Cortometraje - junto a Sara Amini, Parvesh Cheena, Megan Ferguson y Sasha Higgins                                                                          |
| 2012 | Would You Rather     | Lucas            | Junto a Brittany Snow, Jeffrey Combs, Jonny Coyne, Lawrence Gilliard Jr., John Heard y Charlie Hofheimer                                                   |
| 2012 | The Avengers         | Oficial Saunders | Acreditado como "Policía joven"; junto a Robert Downey Jr., Chris Hemsworth, Tom Hiddleston, Chris Evans, Mark Ruffalo, Scarlett Johansson y Jeremy Renner |
| 2010 | Stone                | Jack (joven)     | Junto a Robert De Niro, Edward Norton, Milla Jovovich y Frances Conroy                                                                                     |
| 2009 | Tale of the Tribe    | Micah            | Junto a Colleen Kerwick, Justin Cegnar, Kira Blaskovich y Brian Lee Elder                                                                                  |
| 2009 | Taking Chance        | Cabo Arenz       | Junto a Kevin Bacon, Tom Aldredge, Nicholas Art, Blanche Baker y Guy Boyd                                                                                  |
| 2008 | Eagle Eye            | Piloto           | Junto a Shia LaBeouf, Michelle Monaghan, Rosario Dawson, Billy Bob Thornton, Michael Chiklis y Anthony Mackie                                              |
| 2008 | The Express          | Dave Sarette     | Junto a Rob Brown, Dennis Quaid, Darrin Dewitt Henson, Omar Benson Miller, Nelsan Ellis y Charles S. Dutton                                                |
| 2008 | Spinning Into Butter | Greg Sullivan    | Junto a Sarah Jessica Parker, Miranda Richardson, Beau Bridges, Mykelti Williamson, Victor Rasuk y Jake M. Smith                                           |
| 2006 | Filthy Gorgeous      | Mirash           | Junto a Isabella Rossellini, Nikolaj Coster-Waldau, Eva Simon, Kate Jennings Grant, Maya Stange y Sam Page                                                 |

### Teatro
| Año  | Obra                | Personaje                  | Teatro                                                                |
| ---- | ------------------- | -------------------------- | --------------------------------------------------------------------- |
| 2000 | Christmas in Naples | Alberto                    | Williamstown Theatre Festival Nikos Stage, Williamstown, MA           |
| 2001 | A New Brain         | Mr. Bungee                 | The Julia Morgan Center for the Arts, Berkeley, CA                    |
| 2005 | As You Like It      | Jaques de Boys             | The Public Theater, Delacorte Theatre, New York, NY                   |
| 2007 | The Cherry Orchard  | Pyotr Sergeyevich Trofimov | Boston University Theatre - Mainstage, Boston, MA                     |
| 2015 | Arms and the Man    | Major Sergius Saranoff     | The Old Globe, Theatre Donald and Darlene Shiley Stage, San Diego, CA |
| 2016 | Future Thinking     | Jim Barnard                | South Coast Repertory Segerstrom Stage, Costa Mesa, CA                |
| 2018 | Fire in Dreamland   | Jaap                       | The Public Theater Anspacher Theatre, New York, NY                    |